# Ben Viljoenstraat (Amsterdam)
De Ben Viljoenstraat en de Ben Viljoenspoorbrug (waarvan de coördinaten) liggen in Amsterdam-Oost in de Overamstelpolder.
Tot 1896 maakte dit gedeelte van de Overamstelpolder deel uit van de gemeente Nieuwer-Amstel, een smalle uitstulping van die gemeente op de rechter Amsteloever ingesloten door Amsterdam in het noorden, de gemeente Watergraafsmeer in het zuiden en de gemeente Diemen in het oosten. In 1896 werd de gehele polder, waarvan het noordelijke deel al van Amsterdam was, geannexeerd zowel het gedeelte van Nieuwer-Amstel als dat van Diemen. Het gebied was bestemd voor woningbouw en begin jaren twintig verscheen hier de Afrikanerbuurt.

## Straat
De straat kreeg haar naam tijdens een raadsbesluit van 26 juli 1923. Zij werd vernoemd naar Ben Viljoen, boerengeneraal tijdens de Tweede Boerenoorlog in Zuid-Afrika. De straat werd volgebouwd met woonblokken.
Aan de even zijde van de Ben Viljoenstraat kwamen twee woonblokken te staan met daartussenin de toegang tot de zijstraat Danie Theronstraat. Die Danie Theronstraat kreeg in 1974/1975 een overkluizing in de vorm van het Buurtcentrum Transvaal. Het werd neergezet als poortgebouw, een bouwstijl die in deze wijk niet vaak voorkomt. Het is een van de eerste ontwerpen van architect Pi de Bruijn, die het samen met Ruud Snikkenburg ontwierp voor de Dienst Volkshuisvesting. Ze wonnen er de Merkelbachprijs mee. Het noordelijkste woonblok sneuvelde in de laat jaren tachtig bij grootscheepse sanering van de wijk. Het zuidelijk deel bleef staan en werd gerenoveerd.
Aan de oneven zijde stond één lang woonblok, met op de hoeken van de Tugelaweg en Joubertstraat een woonblokje dat daar dwars op stond. Die oneven zijde kwam van de tekentafel van de architect Wieger Bruin met het opvallende kenmerk van met houtbetimmerde topgevels. In 1944/1945 werd een deel van de bebouwing aan deze zijde afgebroken. In de wijk woonden tijdens het begin van de Tweede Wereldoorlog een flink aantal Joden. Deze werden tijdens die oorlog door Nazi-Duitsland gedeporteerd naar concentratie- en vernietigingskampen. De leegstaande woonhuizen werden vervolgens leeggehaald, maar ook in de winter 1944/1945 werden alle brandbare materialen uit de woningen gesloopt. Er kwam rond 1950 nieuwbouw, waarbij men met een schuin oog naar de oorspronkelijk bebouwing heeft gekeken, maar de details liet men weg. In de periode van de grote sanering hier bleven de woningen van Wieger Bruin staan, maar werden aan de buitenzijde voorzien van isolatie. De woningen kregen een ecru-achtige kleuring mee. De houten aftimmering van de topgevels bleef zichtbaar.

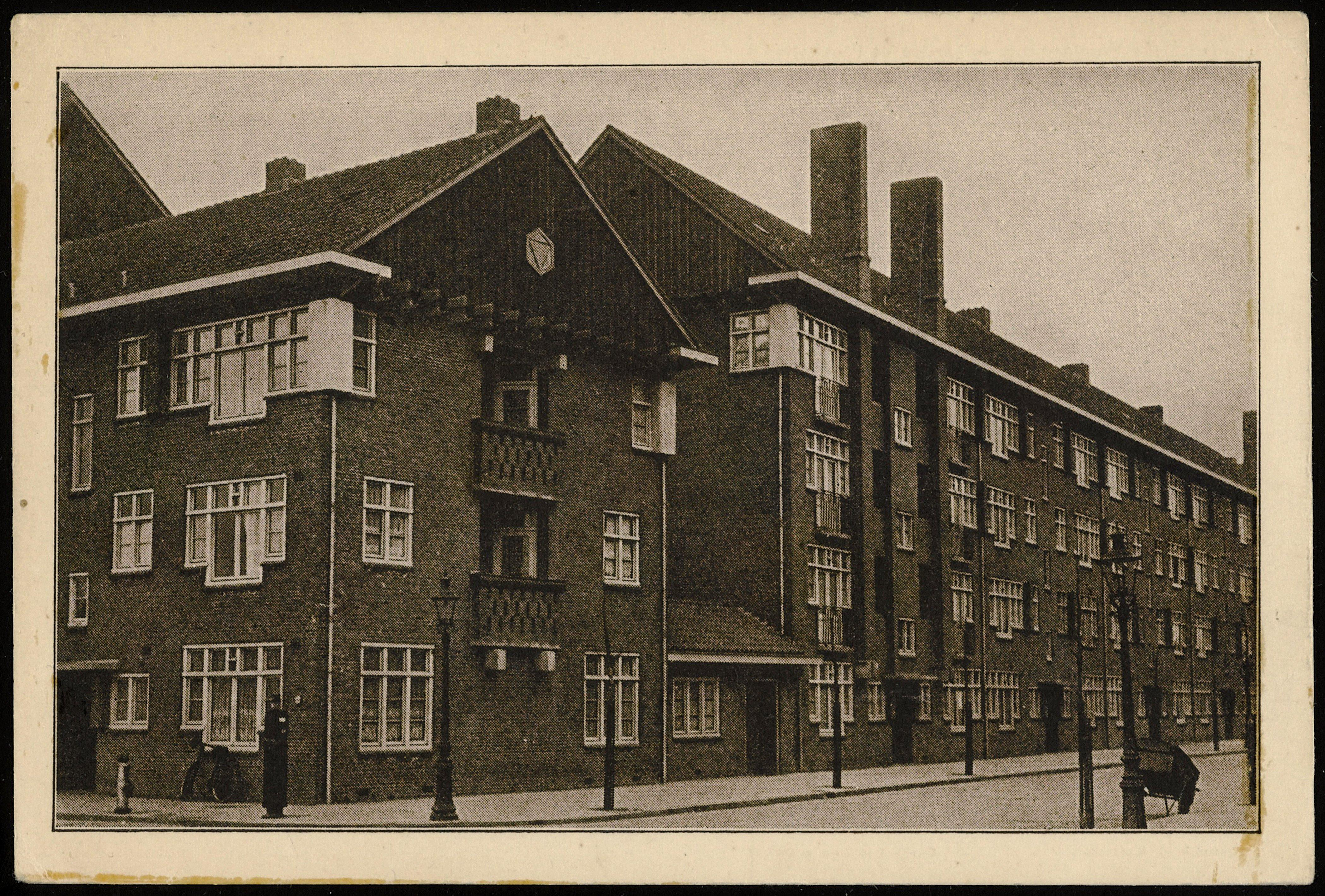
Hoek Ben Viljoenstraat, Tugelaweg (circa 1929)
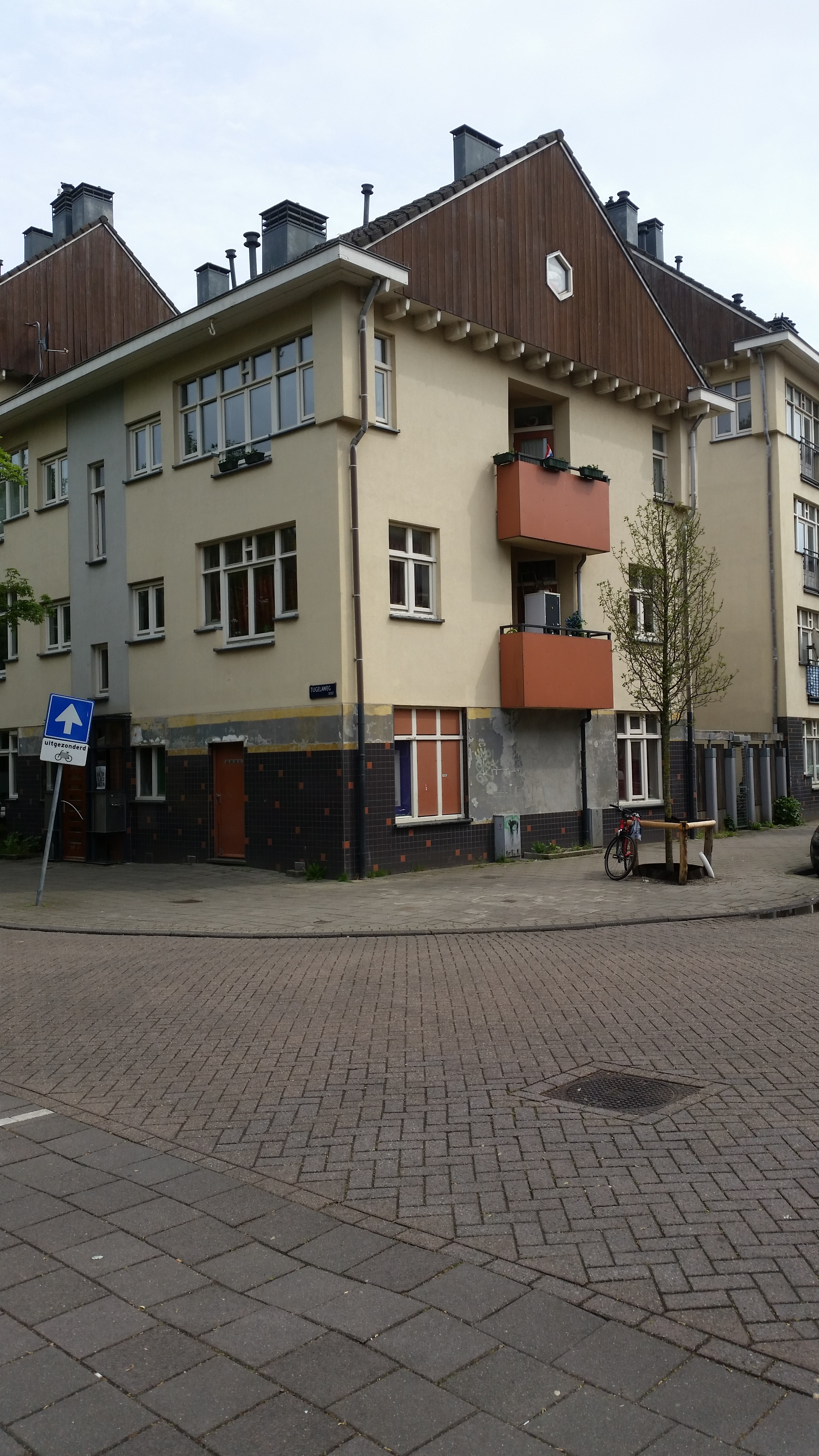
Hoek Ben Viljoenstraat, Tugelaweg (mei 2018)
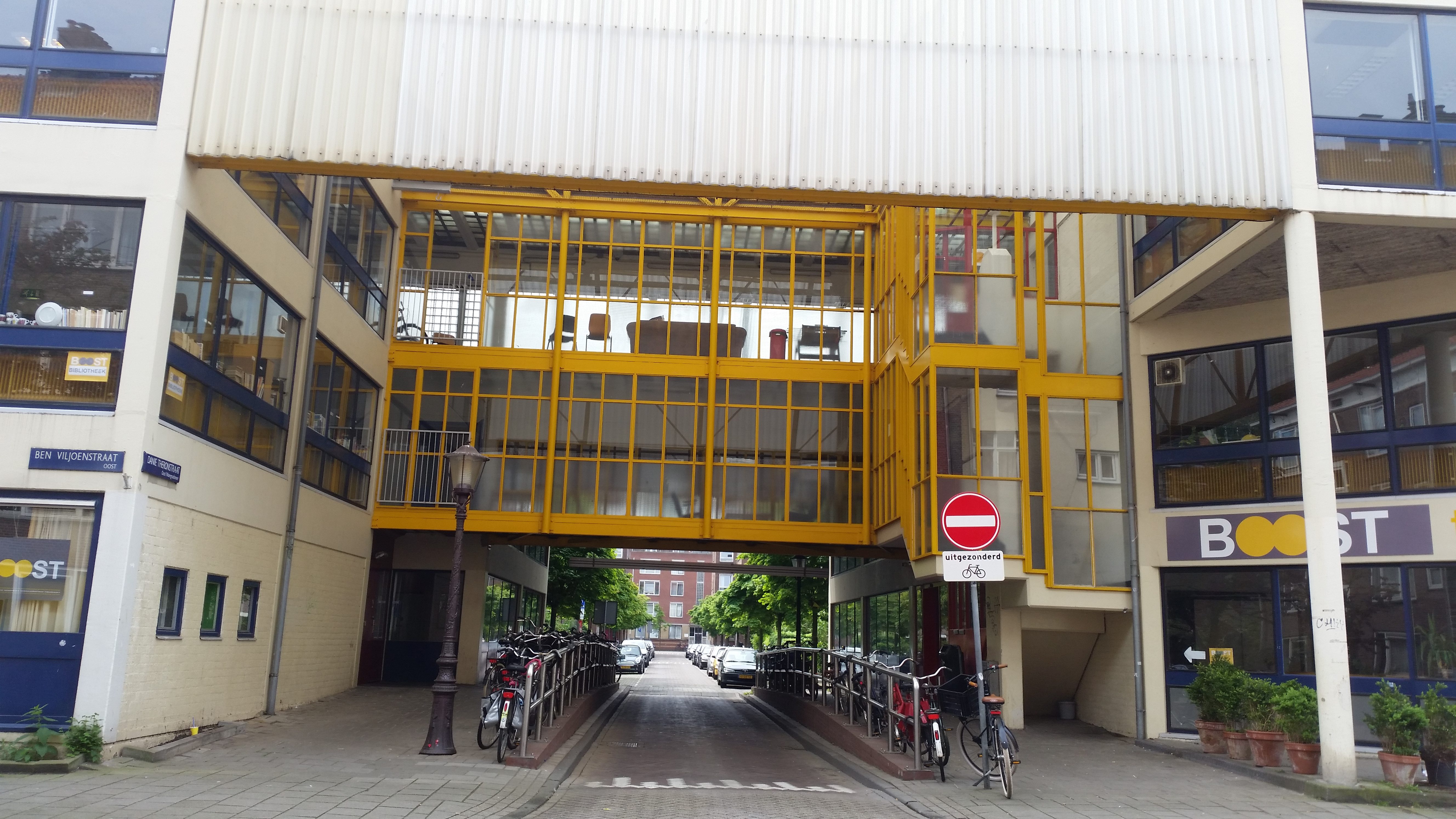
Buurthuis Transvaal (mei 2018)

## Ben Viljoenspoorbrug
Aan het begin van de Ben Viljoenstraat en voor de woningen aan de Tugelaweg kwam in de jaren dertig in verband met de Spoorwegwerken Oost een dijklichaam te liggen in het traject Station Amsterdam Muiderpoort naar Station Amsterdam Amstel. Men wilde af van de gelijkvloerse kruisingen tussen trein- en overig verkeer. Dat dijklichaam kreeg bij brede straten viaducten in zich, maar de Ben Viljoenstraat was maar een kleine rustige straat in vergelijking met Beukenweg/Maritzstraat en Wibautstraat. Toen de Oostlijn van de Amsterdamse Metro werd gebouwd wilde de gemeente Amsterdam er toch voor zorgen dat bewoners van deze wijk toegang konden krijgen tot het station Wibautstraat zonder al te veel te moeten omlopen. Daartoe werd een doorgang uitgegraven. Dat deze doorgang later is geconstrueerd blijkt in een afwijkende constructie. Daar waar de meeste viaducten in dat traject van ijzer zijn staande op ijzeren pijlers, is de Ben Viljoenbrug van beton (en genummerd 144s). In 1985 werd het viaduct opgeleukt door een 100 meter lange graffiti van Hugo Kaagman, die zich deels had laten inspireren door Maurits Cornelis Escher. Die graffiti verdween weer in 2013 toen de gemeente Amsterdam dit viaduct als onprettig en onveilig bestempelde. Er kwam een nieuw kunstwerk van Nio Architecten getiteld Wayang Tugela, waarin De Grote Vijf zijn afgebeeld in een lichtkunstwerk. Het geheel wordt verlicht door 12.000 LED-lampjes waarvoor een scherm hangt. Door spel met de LED-verlichting zijn bewegende diersilhouetten te zien. Aan de kant van de Wibautstraat verscheen in aansluiting op het viaduct het Wibautpark.

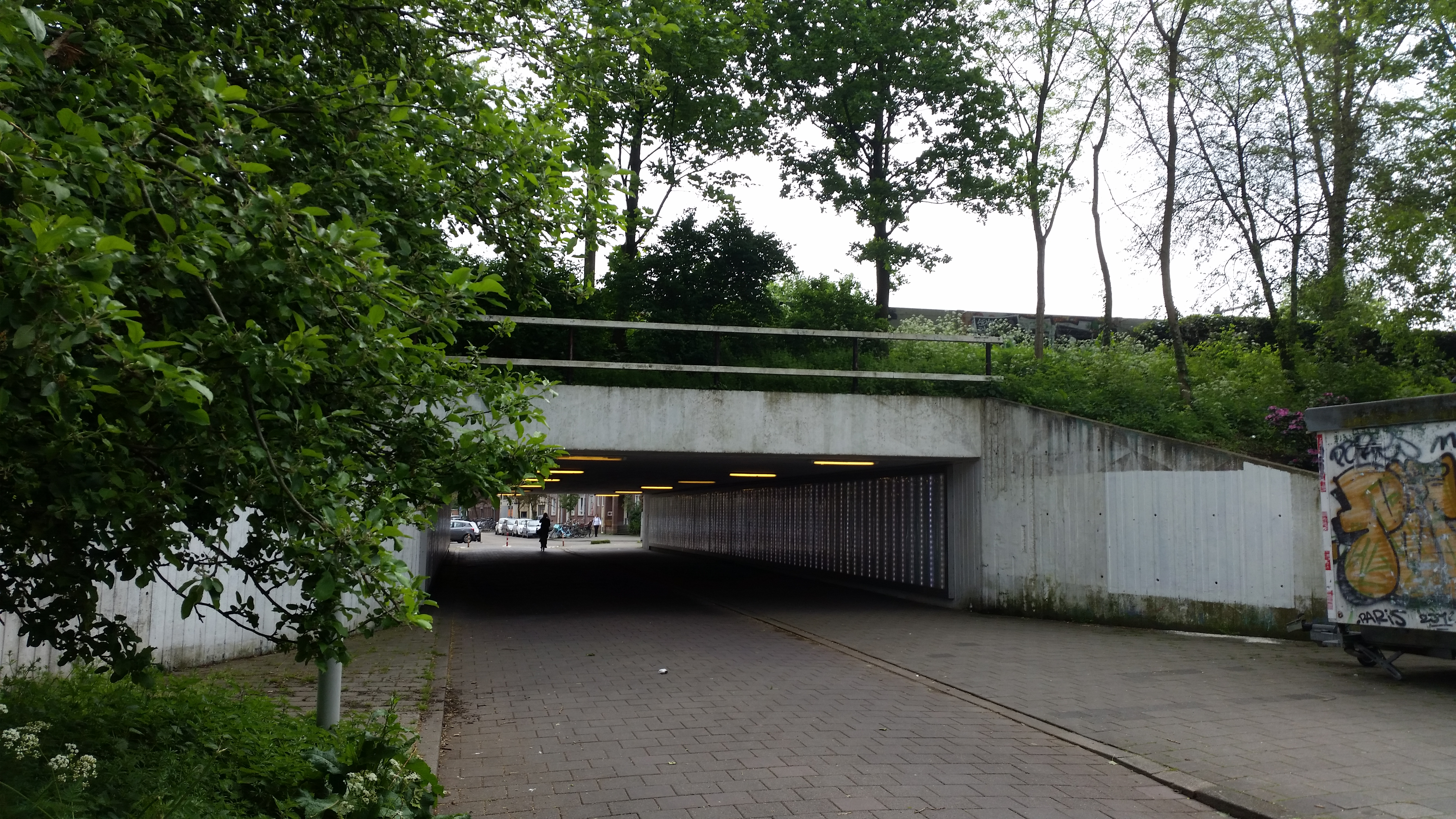
Ben Viljoenspoorbrug naar het zuiden gezien (mei 2018)
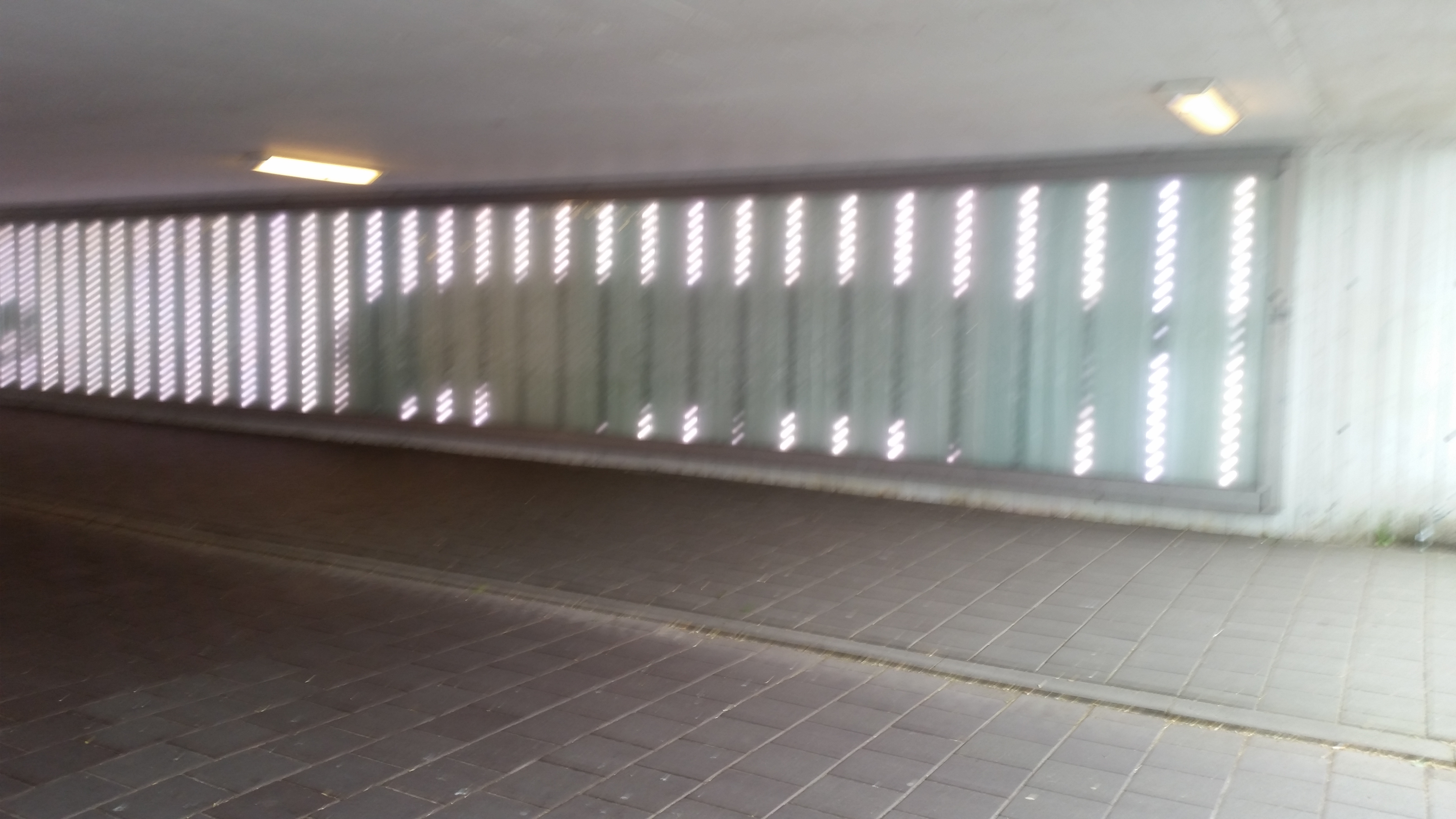
Lichtwand onder het viaduct (mei 2018)

Abcouderpadspoorbrug ·
AMC-Padspoorbrug ·
Amstelveensewegspoorbrug ·
Anderlechtspoorbrug ·
Arlandaspoorbrug ·
Basiswegspoorviaduct Oost ·
Basiswegspoorviaduct West ·
Beethovenspoorbrug ·
Ben Viljoenspoorbrug ·
Beukenwegspoorbrug ·
Bonispoorbrug ·
Bos en Lommerspoorbrug ·
Spoorbrug in de Burgemeester Stramanweg · 
Bullewijkspoorbrug ·
Carrascospoorviaduct ·
Celebesspoorbrug ·
Comeniusspoorbrug ·
Czaar Peterspoorbrug ·
Cruquiusspoorbrug ·
Dalsteinbrug ·
Domselaerspoorbrug ·
Erasmusspoorbrug ·
Europaboulevardspoorbrug ·
Frans de Wollantsspoorbrug ·
Gaasperdammerspoorbrug ·
Haarlemmerwegspoorbrug ·
Heemstedespoorbrug ·
Hemsterhuisspoorbrug ·
Henk Sneevlietspoorbrug ·
Hoogoorddreefspoorbrug ·
Houtmanspoorbrug ·
Houttuinenspoorbrug ·
Insulindespoorbrug ·
Jan Evertsenspoorbrug ·
Jan van Galenspoorbrug ·
Johan Huizingaspoorbrug ·
Kabelwegspoorbrug ·
Karspeldreefspoorbrug ·
Kastrupspoorbrug ·
Kattenburgerspoorbrug ·
Korte Prinsengrachtspoorbrug ·
Kruislaanspoorbrug ·
Lelylaanspoorbrug ·
Linnaeuskadespoorbrug ·
Linneausstraatspoorbrug ·
Meibergpadspoorbrug ·
Molukkenspoorbrug ·
Mr. Treubspoorbrug ·
Museumlijnspoorbrug ·
Nieuwegeinspoorbrug ·
Nieuwe Haagsespoorbrug ·
Noordzeewegspoorbrug ·
Omvalspoorbrug ·
Oostertoegangsspoorbrug ·
Oosterdoksspoorbrug ·
Overbrakerspoorbrug ·
Overzichtspoorbrug ·
Pablo Nerudaspoorbrug West ·
Pablo Nerudaspoorbrug Oost ·
Parnassusspoorbrug ·
Piarcospoorviaduct ·
Pieter Calandspoorbrug ·
Planciusspoorbrug ·
Ringdijkspoorbrug ·
Robert Fruinspoorbrug ·
Rozenoordspoorbrug ·
Schinkelspoorbrug ·
Seinewegspoorbrug Noord ·
Seinewegspoorbrug Zuid ·
Sloterdijkerwegspoorweg ·
Solitudolaanspoorbrug ·
Spaarndammerspoorbrug ·
Strandvlietspoorbrug ·
Tafelbergspoorbrug ·
Tjepmaspoorbrug ·
Transformatorwegspoorbrug ·
Van Swindenspoorbrug ·
Vlaardingenspoorbrug ·
Westerdoksdijkspoorbrug ·
Westertoegangsspoorbrug ·
Wibautspoorbrug ·
Wiltzanghspoorbrug ·
Wijttenbachspoorbrug ·
Zaandijkspoorbrug ·
Zaventemspoorbrug ·
Zeeburgerdijkspoorbrug ·
Zeeburgerpadspoorbrug